# Unterer Graben 45 (Ingolstadt)

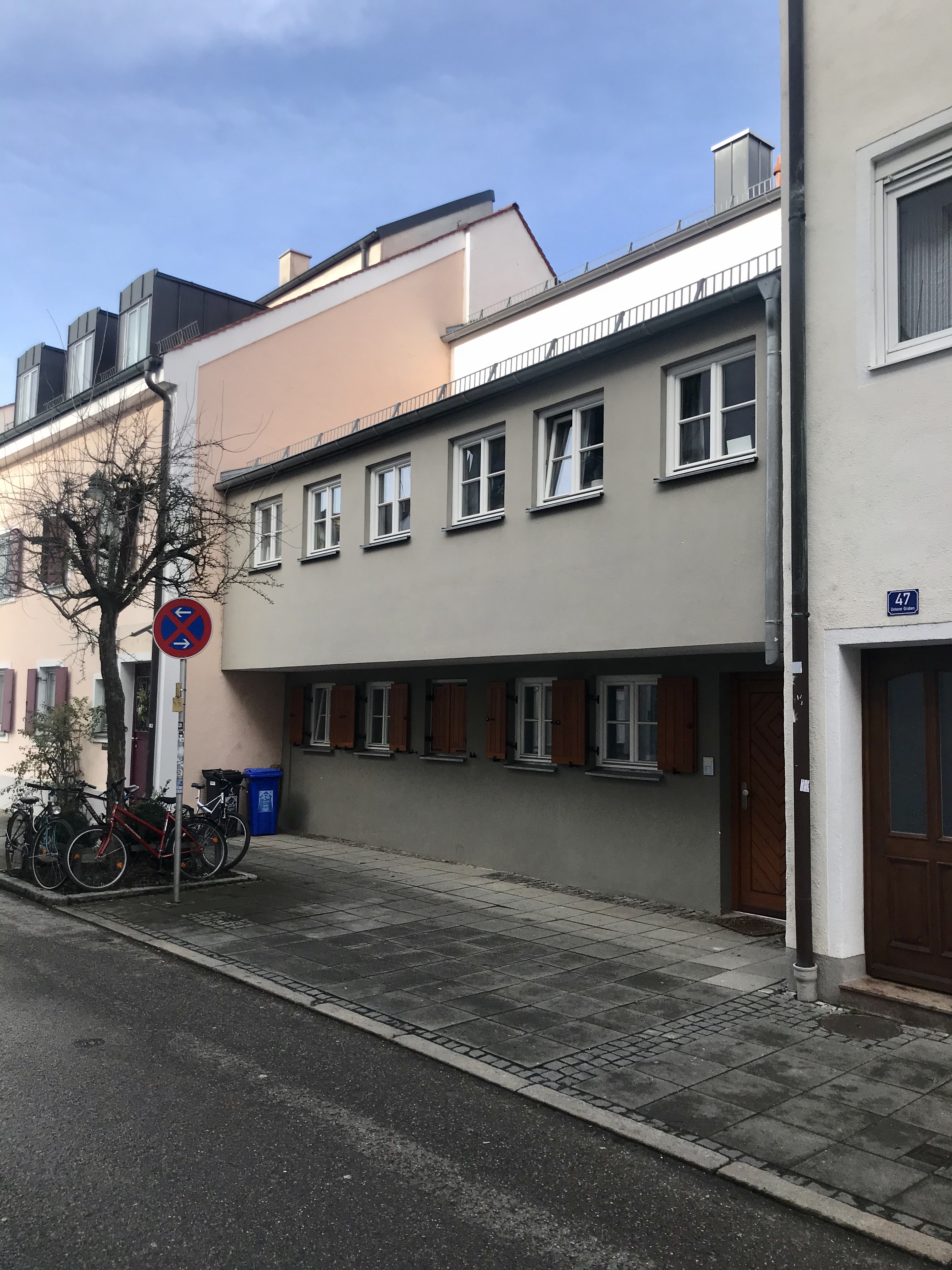
Unterer Graben 45, 2021

Das Wohnhaus am Unteren Graben 45 befindet sich am nordöstlichen Rand der Ingolstädter Altstadt. Die Stadtmauer, die die Rückwand des Gebäudes bildet, ist unter der Aktennummer D-1-61-000-680 in der Denkmalliste Bayern eingetragen.

## Geschichte
Es handelt sich bei dem Wohnhaus um ein Teilstück der mittelalterlichen Stadtmauer aus dem Jahr 1370. Im 19. Jahrhundert wurde auf dem Grundstück ein eingeschossiges Gebäude mit Pultdach errichtet. Im Dachbereich ist, wie sonst nur in wenigen anderen Bereichen, der Wehrgang vollständig erhalten. Arkaden als einfache Rollschicht reichen bis in den Ziegelfußboden des Wehrgangs. Teile der Holzkonstruktion, bestehend aus gezapften Ständern in Rähm und Schwelle, letztere auf Kraghölzern aufgelegt, sind noch der Bauzeit zuzurechnen. In den Jahren 2008 bis 2010 wurde das eingeschossige Gebäude von Architekt und Denkmalpfleger Andreas Mühlbauer saniert und um ein Geschoss aufgestockt. Bei den Arbeiten wurden sowohl die Arkaden als auch der Wehrgang erhalten.